# W42 (ядерна боєголовка)

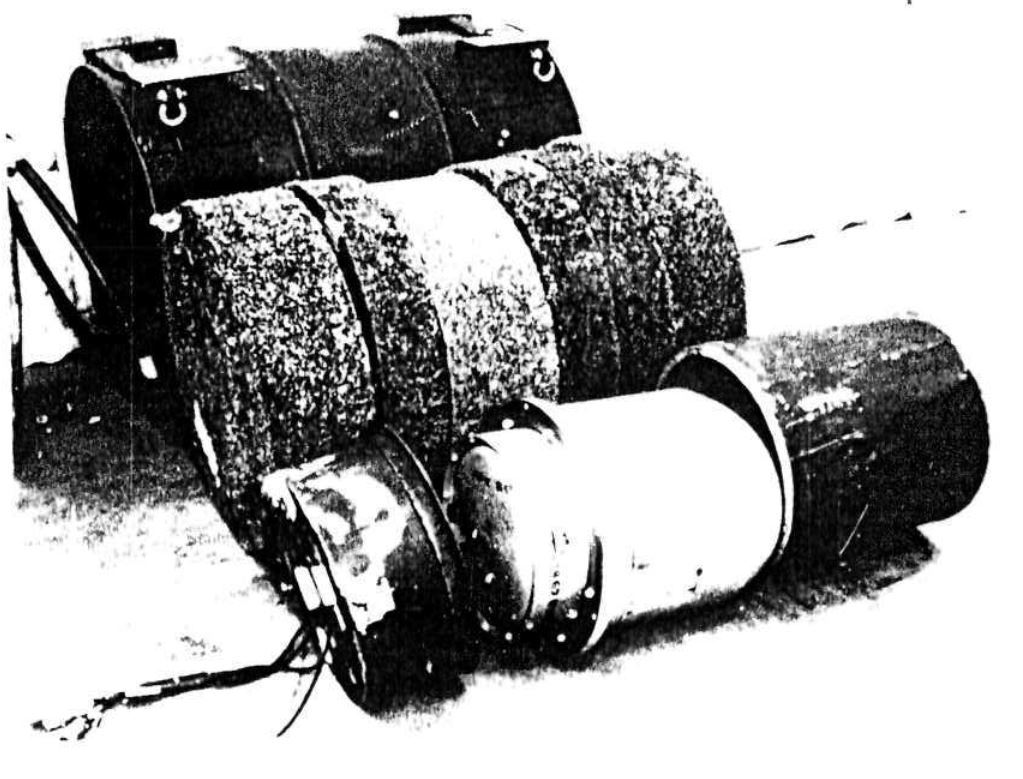
Боєголовка XW42 з контейнером для зберігання.

W42 — американською ядерною зброєю, розробленою в 1957 році.
У грудні 1957 року армія звернулася до Комісії з атомної енергії з проханням розробити ядерну боєголовку для ракети «земля-повітря» малої та середньої висоти HAWK. У липні 1958 року були затверджені військові характеристики нової боєголовки та оприлюднена конструкція. Через два місяці вимога про HAWK з ядерною боєголовкою була скасована.
Коротко розглянуто бойову частину для ракети класу «повітря-повітря» великої дальності AAM-N-10 Eagle.
Розміри бойової частини становили (33–36 см) завширшки на (47 см) завдовжки. Важила (34-42 кг) в якій використаний неконтактний підривник.
Проект був скасований у червні 1961 року.